# Mucuchies
Der Mucuchies ist eine nicht von der FCI anerkannte Hunderasse aus Venezuela, die dort als nationales Symbol gilt.

## Herkunft und Geschichtliches

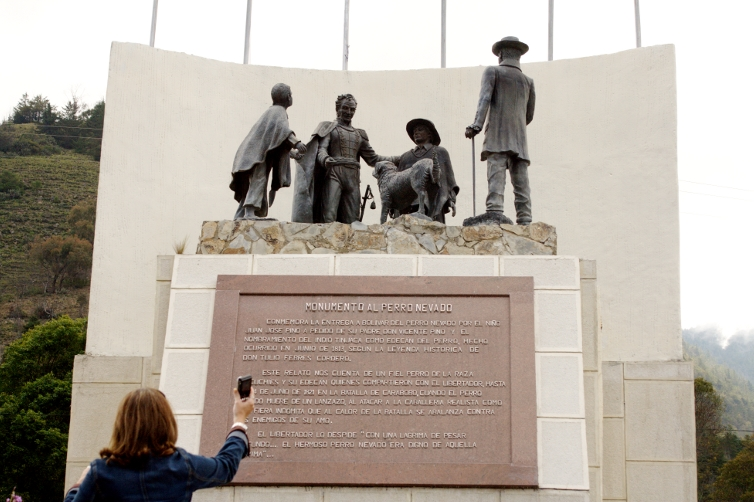
Denkmal für Nevado, den Mucuchies Simón Bolívars

Die genaue Herkunft des Mucuchies ist nicht klar, jedoch kann die Rasse spätestens seit dem frühen 19. Jahrhundert nachgewiesen werden. Sie stammt wahrscheinlich von den Hunden der spanischen Eroberer ab, insbesondere dem Mastín Español, dem Pyrenäenberghund und dem Mastín del Pirineo. Diese Hunderassen wiesen zur Zeit der Eroberung Südamerikas eine viel breitere phänotypische Variation auf als heute, und der Mucuchies entstand aus Kreuzungen unter ihnen sowie möglicherweise auch mit einheimischen Hunderassen. In den 1920er Jahren war der Mucuchies in den venezolanischen Anden weit verbreitet und konnte auch in Caracas häufig angetroffen werden. Seither nahm die Anzahl der Hunde allerdings kontinuierlich ab. 1961 wurde ein Rasseclub gegründet, der einen Rassestandard festlegte. 1964 erfolgte die Anerkennung der Hunderasse als nationales Symbol Venezuelas durch ein Dekret des Präsidenten.
2008 gründete die venezolanische Regierung zum Erhalt der Rasse die Fundación Nevado. Diese wiederum ist benannt nach Nevado, dem Mucuchies Simón Bolívars.